# Yaadga
Yaadga, in precedenza denominata Regione del Nord (Nord, in francese) è una delle 17 regioni del Burkina Faso. La capitale della regione è Ouahigouya.

## Province
La regione è suddivisa in 4 province:
- Loroum
- Passoré
- Yatenga
- Zondoma